# غواصة تايب 216
غواصة تايب 216 هي غواصة ألمانية الصنع  تشبه تايب 212و 214. وهي ذات تصميم أكبر يستهدف تلبية احتياجات البلدان المهتمة بهذا النوع من الغواصات كالهند وكندا، وهي كذالك ذات تصميم مزدوج مقوس مع اثنين من الطوابق، ويشمل خلية الوقود، المحرك، وبطاريات ليثيوم